# Adil Bouafif
Adil Bouafif, född 31 december 1978 i  Marocko, är en svensk långdistanslöpare som har vunnit SM-medaljer på sträckor från 1 500 meter till maraton samt i terräng. Han har även deltagit i bland annat Finnkampen och ett antal internationella mästerskap.

## Karriär
Adil Bouafif kom till Sverige från Marocko 2007 och blev svensk medborgare 2010.
Bouafif togs ut att springa maraton vid EM 2010 i Barcelona men fullföljde inte.
2011 deltog han på 3 000 meter vid inomhus-EM i Paris, men slogs ut i försöken.
Bouafif deltog vid EM i Helsingfors 2012. Han kom på en trettondeplats på 5 000 meter och en fjortondeplats på 10 000 meter.
Vid Inomhus-EM 2013 i Göteborg deltog Bouafif på 3 000 meter. Han gick vidare från försöken efter säsongsbästa 7:58,29 och i finalen tog han en sjätteplats.
Han utsågs 2014 till Stor grabb nummer 530 i friidrott.
Den 13 augusti år 2014 deltog Bouafif på 10 000 meter vid EM i Zürich men bröt loppet efter skadekänning i ljumskarna. Den 26 september 2014 avslöjades att han testat positivt för en förbjuden substans i kroppen under EM. Han dömdes i december 2015 till två års avstängning retroaktivt från 23 september 2014 och fram till 22 september 2016. Därefter var han avstängd från landslaget i ytterligare två år.
Bouafif återkom i tävlingssammanhang efter avstängningen i samband med Midnattsloppet 2017.

## Personliga rekord
| Utomhus - 800 meter – 1:54,25 (Karlstad 26 juli 2007) - 1 500 meter – 3:46,55 (Stockholm 7 augusti 2007) - 3 000 meter – 8:18,51 (Brandbu, Norge 22 maj 2013) - 5 000 meter – 13:33,47 (Göteborg 14 juni 2012) - 10 000 meter – 28:53,05 (Lissabon, Portugal 24 mars 2012) - 10 km landsväg – 30:31 (Stockholm 17 augusti 2013) - 10 km landsväg – 30:32 (Stockholm 17 augusti 2013) - Halvmaraton – 1:04:08 (Verbania, Italien 9 mars 2008) - Maraton – 2:20:00 (Frankfurt, Tyskland 31 oktober 2010) | Inomhus - 1 500 meter – 3:46,04 (Lidingö 14 februari 2009) - 3 000 meter – 7:54,95 (Stockholm 23 februari 2012) |

### Fotnoter
1. ↑  ”Stora SM 2011, dag 4” (htm). trackandfield.se. Arkiverad från originalet den 14 oktober 2012. https://web.archive.org/web/20121014225255/http://www.trackandfield.se/resultat/2011/110814.htm. Läst 17 april 2013.
2. ↑  ”Stora SM 2014, dag 3” (htm). trackandfield.se. Arkiverad från originalet den 3 december 2014. https://web.archive.org/web/20141203233100/http://www.trackandfield.se/resultat/2014/140803.htm. Läst 21 oktober 2014.
3. ↑  ”Stora SM 2009”. archive.org. Arkiverad från originalet den 13 december 2009. https://web.archive.org/web/20091213202749/http://88.131.109.176/folksam/sm09/resultat.php. Läst 23 april 2013.
4. ↑  ”Stora SM 2011, dag 2” (htm). trackandfield.se. Arkiverad från originalet den 14 oktober 2012. https://web.archive.org/web/20121014231708/http://www.trackandfield.se/resultat/2011/110812.htm. Läst 17 april 2013.
5. ↑  ”Stora SM 2013, dag 2”. trackandfield.se. Arkiverad från originalet den 3 september 2013. https://web.archive.org/web/20130903064049/http://www.trackandfield.se/resultat/2013/130830.htm. Läst 2 september 2013.
6. ↑  ”Stora SM 2014, dag 1” (htm). trackandfield.se. Arkiverad från originalet den 5 april 2015. https://web.archive.org/web/20150405040001/http://www.trackandfield.se/resultat/2014/140801.htm. Läst 21 oktober 2014.
7. ↑  ”SM halvmarathon 2010”. marathon.se. Arkiverad från originalet den 29 oktober 2019. https://web.archive.org/web/20191029204616/http://results.marathon.se/halvmarathon/2010/. Läst 23 maj 2013.
8. ↑  ”SM halvmarathon 2011”. marathon.se. Arkiverad från originalet den 29 oktober 2019. https://web.archive.org/web/20191029204620/http://results.marathon.se/halvmarathon/2011/. Läst 17 april 2013.
9. ↑  ”SM halvmarathon 2012”. joggingskor.ni. Arkiverad från originalet den 10 december 2022. https://web.archive.org/web/20221210223653/https://joggingskor.nu/joggblogg/resultat-sm-halvmarathon-2012. Läst 17 april 2013.
10. ↑  ”SM i marathon 2010”. marathon.se. Arkiverad från originalet den 29 oktober 2019. https://web.archive.org/web/20191029204618/http://results.marathon.se/2010/. Läst 29 juli 2013.
11. 1 2  ”Terräng-SM 2009, individuellt”. idrottonline.se. Arkiverad från originalet den 8 december 2015. https://web.archive.org/web/20151208063956/http://www8.idrottonline.se/HammarbyIFFI-Friidrott/Traningsgrupper/TerrangSM2009/Resultat090429/. Läst 1 maj 2013.
12. 1 2 3 4  ”Terräng-SM 2011” (html). idrottonline.se. Arkiverad från originalet den 4 maj 2012. https://web.archive.org/web/20120504004238/http://www2.idrottonline.se/ImageVaultFiles/id_410628/cf_359/tsm2011-resultat.HTML. Läst 17 april 2013.
13. 1 2 3 4  ”Terräng-SM 2012”. smfriidrott.com. Arkiverad från originalet den 11 juni 2013. https://web.archive.org/web/20130611223723/http://www.smfriidrott.com/tavling/terr%C3%A4ng-sm-2012/resultat. Läst 16 april 2013.
14. 1 2  ”Terräng-SM 2013”. idrottonline.se. Arkiverad från originalet den 26 november 2015. https://web.archive.org/web/20151126043823/http://www5.idrottonline.se/FaluIK-Friidrott/TerrangSM2013/. Läst 10 november 2015.
15. 1 2  ”Terräng-SM 2009, lag”. idrottonline.se. Arkiverad från originalet den 8 december 2015. https://web.archive.org/web/20151208045303/http://www8.idrottonline.se/HammarbyIFFI-Friidrott/Traningsgrupper/TerrangSM2009/Resultat-Lag090501/. Läst 1 maj 2013.
16. 1 2  ”Terräng-SM 2010”. idrottonline.se. Arkiverad från originalet den 8 december 2015. https://web.archive.org/web/20151208063414/http://www1.idrottonline.se/ImageVaultFiles/id_276861/cf_87178/Resultatlista_slutlig.XLS. Läst 10 november 2015.
17. 1 2  ”Stafett-SM 2013”. huddinge-friidrott.org. Arkiverad från originalet den 4 mars 2016. https://web.archive.org/web/20160304222253/http://www.huddinge-friidrott.org/tavlingar/13/stafettsm/resultat.htm. Läst 29 maj 2013.
18. ↑  ”Stafett-SM 2011” (pdf). Arkiverad från originalet den 6 april 2015. https://web.archive.org/web/20150406214723/http://www.proteamonline.se/storage/customers/2202/editor/resultat_2011/Stafett_SM_2011_Res.pdf. Läst 22 maj 2013.
19. ↑  ”Stora inne-SM 2009 dag 2, resultat”. ism2009.se. Arkiverad från originalet den 4 mars 2016. https://web.archive.org/web/20160304222657/http://www.ism2009.se/filer/resultat_dag2.html. Läst 17 juli 2012.
20. ↑  ”Ändrade SM-resultat 2009”. friidrott.se. 7 december 2009. Arkiverad från originalet den 10 december 2022. https://web.archive.org/web/20221210221723/https://iof2.idrottonline.se/. Läst 21 november 2016.
21. ↑  ”Stora inne-SM 2011 dag 2, resultat”. trackandfield.se. Arkiverad från originalet den 4 mars 2016. https://web.archive.org/web/20160304224608/http://www.trackandfield.se/resultat/2011/110227.htm. Läst 19 juli 2012.
22. 1 2  ”Stora inne-SM 2013, resultat”. trackandfield.se. Arkiverad från originalet den 20 februari 2013. https://web.archive.org/web/20130220083140/http://www.trackandfield.se/Resultat/2013/130215.htm. Läst 18 februari 2013.
23. ↑  ”Stora inne-SM 2009 dag 1, resultat”. ism2009.se. Arkiverad från originalet den 11 augusti 2010. https://web.archive.org/web/20100811153235/http://www.ism2009.se/filer/resultat_dag1.html. Läst 17 juli 2012.
24. ↑  ”Stora inne-SM 2011 dag 1, resultat”. trackandfield.se. Arkiverad från originalet den 5 oktober 2012. https://web.archive.org/web/20121005022150/http://www.trackandfield.se/resultat/2011/110226.htm. Läst 19 juli 2012.
25. ↑  ”Stora inne-SM 2012, resultat”. trackandfield.se. Arkiverad från originalet den 4 mars 2016. https://web.archive.org/web/20160304224853/http://www.trackandfield.se/Resultat/2012/120218_19.htm. Läst 19 juli 2012.
26. ↑  ”Stora inne-SM 2014 dag 1, resultat”. trackandfield.se. Arkiverad från originalet den 18 januari 2015. https://web.archive.org/web/20150118200016/http://www.trackandfield.se/resultat/2014/140222.htm. Läst 14 januari 2015.
27. 1 2 3 4 5 6 7 8 9 10  ”Personsida på IAAF:s webbplats” (på engelska). iaaf.org. Arkiverad från originalet den 24 oktober 2018. https://web.archive.org/web/20181024152544/https://www.iaaf.org/athletes/sweden/adil-bouafif-258679. Läst 24 oktober 2018.
28. ↑  Fahlberg, Lotta; Blomqvist, Anna (8 juli 2010). ”Medborgarskap för de Oliveira/Bouafif”. svt.se. Arkiverad från originalet den 6 augusti 2016. https://web.archive.org/web/20160806021412/http://www.svt.se/sport/artikel/medborgarskap-for-de-oliveira-bouafif/. Läst 10 september 2011.
29. ↑  Holmberg, Ludvig (26 september 2014). ”Svenska EM-truppen och deras chanser”. Dagens Nyheter. Arkiverad från originalet den 28 augusti 2016. https://web.archive.org/web/20160828165329/http://www.dn.se/sport/svenska-em-truppen-och-deras-chanser/. Läst 26 september 2014.
30. ↑  ”European Athletics Championships - Barcelona 2010” (på engelska). european-athletics.org. Arkiverad från originalet den 28 december 2018. https://web.archive.org/web/20181228152907/http://www.european-athletics.org/competitions/european-athletics-championships/history/year=2010/results/index.html. Läst 4 april 2017.
31. ↑  ”European Athletics Indoor Championships - Paris 2011” (på engelska). european-athletics.org. Arkiverad från originalet den 11 augusti 2017. https://web.archive.org/web/20170811013838/http://www.european-athletics.org/competitions/european-athletics-indoor-championships/history/year=2011/results/index.html. Läst 25 augusti 2017.
32. ↑  ”European Athletics Championships - Helsinki 2012” (på engelska). european-athletics.org. Arkiverad från originalet den 29 december 2018. https://web.archive.org/web/20181229183115/http://www.european-athletics.org/competitions/european-athletics-championships/history/year=2012/results/index.html. Läst 30 mars 2017.
33. ↑  ”EM 2012 - liverapport 27 juni”. friidrott.se. 30 mars 2017. Arkiverad från originalet den 30 mars 2017. https://web.archive.org/web/20170330001206/http://www.friidrott.se/live.aspx?id=198&1. Läst 27 juni 2012.
34. ↑  ”European Athletics Indoor Championships - Göteborg 2013” (på engelska). european-athletics.org. Arkiverad från originalet den 10 mars 2016. https://web.archive.org/web/20160310204903/http://www.european-athletics.org/competitions/european-athletics-indoor-championships/history/year=2013/results/index.html. Läst 23 augusti 2017.
35. ↑  ”Bouafif till final på 3000 m – pers för Hydén!”. friidrott.se. 1 mars 2013. Arkiverad från originalet den 24 augusti 2017. https://web.archive.org/web/20170824005505/http://www.friidrott.se/live.aspx?id=201&1. Läst 23 augusti 2017.
36. ↑  ”Bouafifs fina avslutning”. friidrott.se. 2 mars 2013. Arkiverad från originalet den 23 augusti 2017. https://web.archive.org/web/20170823203559/http://www.friidrott.se/live.aspx?id=201&day=2. Läst 23 augusti 2017.
37. ↑  ”Stora grabbars märke”. friidrott.se. Arkiverad från originalet den 31 mars 2016. https://web.archive.org/web/20160331202525/http://www.friidrott.se/historik/storagrabbar.aspx. Läst 24 januari 2017.
38. ↑  ”Stora Grabbar personpresentation”. storagrabbar.se. Arkiverad från originalet den 10 december 2022. https://web.archive.org/web/20221210221657/http://www.storagrabbar.se/grabbar_11.html. Läst 24 januari 2017.
39. ↑  ”European Athletics Championships - Zürich 2014” (på engelska). european-athletics.org. Arkiverad från originalet den 30 april 2017. https://web.archive.org/web/20170430164540/http://www.european-athletics.org/competitions/european-athletics-championships/history/year=2014/results/index.html. Läst 14 februari 2017.
40. ↑  ”EM2: Ruskiga 25 varv”. friidrott.se. 13 augusti 2014. Arkiverad från originalet den 15 februari 2017. https://web.archive.org/web/20170215025608/http://www.friidrott.se/nyheter.aspx?id=17039. Läst 14 februari 2017.
41. ↑  Holmberg, Ludvig (26 september 2014). ”Svensken Adil Bouafif har åkt fast för doping”. Expressen. Arkiverad från originalet den 26 september 2014. https://web.archive.org/web/20140926204152/http://www.expressen.se/sport/friidrott/svensken-adil-bouafif-har-akt-fast-for-doping/. Läst 26 september 2014.
42. ↑  ”Friidrottare avstängd för misstanke om doping”. friidrott.se. 26 september 2014. Arkiverad från originalet den 2 februari 2017. https://web.archive.org/web/20170202075359/http://www.friidrott.se/nyheter.aspx?id=17245. Läst 24 januari 2017.
43. ↑  ”Dopingdömd väljer att överklaga: ”Hårresande””. svt.se. 10 december 2015. Arkiverad från originalet den 11 december 2015. https://web.archive.org/web/20151211111602/http://www.svt.se/sport/friidrott/dopade-svenske-loparen-fick-tva-ar/. Läst 10 december 2015.
44. ↑  ”Avstängd för dopingförseelse”. friidrott.se. 10 december 2015. Arkiverad från originalet den 10 december 2022. https://web.archive.org/web/20221210223749/https://iof2.idrottonline.se/. Läst 24 januari 2017.
45. ↑  ”Bouafifs dom fastställd”. friidrott.se. 29 april 2016. Arkiverad från originalet den 2 februari 2017. https://web.archive.org/web/20170202075343/http://www.friidrott.se/nyheter.aspx?id=19465. Läst 24 januari 2017.
46. ↑  ”Avstängde Adil Bouafif i comeback i Midnattsloppet”. marathon.se. 19 augusti 2017. Arkiverad från originalet den 24 augusti 2017. https://web.archive.org/web/20170824135820/https://marathon.se/nyheter/avstangde-adil-bouafif-i-comeback-i-midnattsloppet. Läst 24 augusti 2017.
47. 1 2 3 4 5 6 7 8 9 10  ”Personsida på European Athletics' webbplats” (på engelska). european-athletics.org. Arkiverad från originalet den 24 oktober 2018. https://web.archive.org/web/20181024113309/http://www.european-athletics.org/athletes/group=b/athlete=138141-bouafif-adil/index.html. Läst 24 oktober 2018.
48. 1 2 3 4 5 6 7  ”Personsida på ARRS” (på engelska). arrs.net. Arkiverad från originalet den 24 oktober 2018. https://web.archive.org/web/20181024112917/https://more.arrs.run/runner/27366. Läst 24 oktober 2018.